# Балице (Малопољско војводство)
Балице (пољ. Balice) је село у Пољској које се налази у Малопољском војводству, у Краковском повјату и припада општини Забјежов (Zabierzów).
Од 1975. до 1998. године село је припадало Краковском војвоству.
У атру овог села се налази Аеродром Краков, као и наплатна рампа на ауто-путу А4 и Е40. Кроз село пролази и војводски пут бр. 774. Источном границом села протиче река Рудава (Rudawa).

## Туризам
Насеље се налази на простору Тенчињског парка крајобразовог (Tenczyński Park Krajobrazowy). Са северне стране села се налази велики шумски комплекс који се зове Забјежовска шума или Лас Забјежовски (Las Zabierzowski). Ова шума представља излетиште за мештане и туристе.
У туристичке атракције спада и замак Рађивилова (Radziwiłłów). Замак је изграђен у XV веку и био је седиште познатих племићких породица: Осолињских (Ossolińskich), Бонерова (Bonerów), Фирлејова (Firlejów), а и Рађивилових.